# Limbas
Limbas são um povo da África Ocidental classificado no grupo dos meles da família nígero-congolesa e se subdividem em cinco subgrupos: toncos, biriuas, uara uaras, safrocos e selas. Nos anos 90 englobavam 900 000 indivíduos; 90% deles está na Serra Leoa, sobretudo entre os rios Roquel e Little Scarcies nos distritos de Cambia, Bombali, Coinadugu e Toncolili da província do Norte, mas mais recentemente migraram à área de Freetown (capital do país) e começaram a dispersar; o restante está na Guiné. Mais de 70% deles são muçulmanos sunitas e sua conversão ocorreu no final do século XIX quando o conquistador mandinga Samori Turé (r. 1878–1898) conquistou país limba; outros são cristãos (por intermédio de grupos missionários protestantes dos Estados Unidos) ou seguidores dos ritos animistas. Muitos limbas são fazendeiros e cultivam arroz, amendoim e mandioca, bem como frutas e vegetais que suprem no mercado de Freetown e vinho de palma; os uara uaras criam algum gado. Muitas crianças limbas frequentam escolas islâmicas e isso evitou que fossem ocidentalizadas.